# Veľká Fatra
Veľká Fatra este o arie protejată (arie de protecție specială avifaunistică — SPA) din Slovacia întinsă pe o suprafață de 47.445,01 ha, integral pe uscat.

## Localizare
Centrul sitului Veľká Fatra este situat la coordonatele 48°55′46″N 19°05′20″E / 48.929484°N 19.088983°E.

## Înființare
Situl Veľká Fatra a fost declarat arie de protecție specială avifaunistică în iulie 2003 pentru a proteja 8 specii de plante și 47 de specii de animale.

## Biodiversitate
Situată în ecoregiunea alpină, aria protejată conține 27 de habitate naturale: Păduri de fag din Europa Centrală dezvoltate pe sol calcaros cu Cephalanthero-Fagion, Peșteri inaccesibile publicului, Pajiști panonice carstice (Stipo-Festucetalia pallentis), Păduri de fag Asperulo-Fagetum, Fânețe montane, Grohotișuri medio-europene calcaroase, de la nivel colinar și montan, Pante stâncoase calcaroase cu vegetație casmofită, Formațiuni ierboase bogate în specii de Nardus, dezvoltate pe substraturi silicioase în zone montane (și în zone submontane, în Europa continentală), Mlaștini alcaline, Râuri de munte și vegetația lor lemnoasă cu Salix elaeagnos, Formațiuni de Juniperus communis pe lande sau pajiști calcaroase, Păduri calcicole cu Pinus sylvestris din Carpații Occidentali, Fânețe de joasă altitudine (Alopecurus pratensis, Sanguisorba officinalis), Păduri acidofile de Picea de la nivel montan la nivel alpin (Vaccinio-Piceetea), Liziere de ierburi înalte hidrofile de câmpie și de nivel montan până la alpin, Mlaștini turboase de tranziție și turbării mișcătoare, Păduri pe pante, grohotișuri și ravene de Tilio-Acerion, Pajiști alpine și subalpine calcaroase, Păduri de fag subalpine medio-europene cu Acer și Rumex arifolius, Pajiști uscate seminaturale și facies de acoperire cu tufișuri pe substraturi calcaroase (Festuco-Brometalia) (* situri importante pentru orhidee), Păduri de fag Luzulo-Fagetum, Lacuri și iazuri distrofice naturale, Tufărișuri subarctice cu Salix spp., Grohotișuri calcaroase și de șisturi calcaroase de la nivelul montan până la nivelul alpin (Thlaspietea rotundifolii), Tufărișuri cu Pinus mugo și Rhododendron hirsutum (Mugo-Rhododendretum hirsuti), Izvoare petrifiante cu formare de travertin (Cratoneurion), Păduri aluvionare cu Alnus glutinosa și Fraxinus excelsior (Alno-Padion, Alnion incanae, Salicion albae).
La baza desemnării sitului se află mai multe specii protejate:
- plante (8): clopțelul cu frunze de crin (Adenophora lilifolia), Campanula serrata, Cyclamen fatrense, papucul doamnei (Cypripedium calceolus), Dianthus nitidus, Mannia triandra, Pulsatilla slavica, Pulsatilla subslavica
- păsări (20): minunița (Aegolius funereus), acvilă de munte (Aquila chrysaetos), cocoșul de mesteacăn (Bonasa bonasia), buha (Bubo bubo), caprimulg (Caprimulgus europaeus), barză neagră (Ciconia nigra), ciocănitoare cu spate alb (Dendrocopos leucotos), ciocănitoare neagră (Dryocopus martius), șoim călător (Falco peregrinus), muscar-gulerat (Ficedula albicollis), muscar (Ficedula parva), ciuvică (Glaucidium passerinum), cocoșul de mesteacăn (Lyrurus tetrix), muscar sur (Muscicapa striata), viespar (Pernis apivorus), codroșul de pădure (Phoenicurus phoenicurus), ciocănitoare de munte (Picoides tridactylus), ciocănitoare verzuie (Picus canus), huhurezul mic (Strix uralensis),  cocoș de munte (Tetrao urogallus)
- amfibieni (2): izvoraș-cu-burta-galbenă (Bombina variegata), Triturus montandoni
- mamifere (11): liliac cârn (Barbastella barbastellus), lupul (Canis lupus), vidră de râu (Lutra lutra), râs eurasiatic (Lynx lynx), șoarece de tatra (Microtus tatricus), liliac cu urechi mari (Myotis bechsteinii), liliac cărămiziu (Myotis emarginatus), liliac comun (Myotis myotis), liliacul mare cu potcoavă (Rhinolophus ferrumequinum), liliacul mic cu potcoavă (Rhinolophus hipposideros), urs brun (Ursus arctos)
- nevertebrate (13): Carabus variolosus, Cucujus cinnaberinus, fluturele de noapte (Eriogaster catax), Euplagia quadripunctaria, Leptidea morsei, Limoniscus violaceus, rădașcă (Lucanus cervus), fluturele purpuriu (Lycaena dispar), phengaris nausithous (Maculinea nausithous), Ophiogomphus cecilia, Pseudogaurotina excellens, gândacul de apă (Rhysodes sulcatus), Rosalia alpina
- pești (1): porcușor de vad (Romanogobio uranoscopus)

Pe lângă speciile protejate, pe teritoriul sitului au mai fost identificate 219 specii de plante, 2 specii de amfibieni, 24 de specii de mamifere, 20 de specii de nevertebrate, 4 specii de reptile.